# Aladdín (franquicia)
Aladdin es una franquicia de medios de Disney que comprende una serie de películas y medios adicionales. Comenzó con la película animada estadounidense de 1992 del mismo nombre, que se basó en el cuento del mismo nombre, y fue dirigida por Ron Clements y John Musker. El éxito de la película condujo a dos secuelas directas a video, una serie de televisión (que tuvo un episodio cruzado con Hércules), un musical de Broadway, una adaptación cinematográfica de acción real, varias atracciones y áreas temáticas en los parques temáticos de Disney, varios videojuegos y merchandising, entre otros trabajos relacionados. La franquicia en su conjunto tiene EGOT -ed, lo que significa que ha ganado los cuatro premios más importantes del mundo del espectáculo estadounidense: los premios Emmy, Grammy, Óscar y Tony.

## Películas
| Película                             | Fecha de lanzamiento en Estados Unidos | Director(es)                            | Guionista(s)                                                                                              | Historia | Productor(es)                 |
| Películas animadas                   | Películas animadas                     | Películas animadas                      | Películas animadas                                                                                        | Películas animadas | Películas animadas            |
| ------------------------------------ | -------------------------------------- | --------------------------------------- | --- | --- | ----------------------------- |
| Aladdín                              | 25 de noviembre de 1992                | John Musker y Ron Clements              | Ron Clements, John Musker, Ted Elliott y Terry Rossio                                                     | Burny Mattinson, Roger Allers, Daan Jippes, Kevin Harkey, Sue Nichols, Francis Glebas, Darrell Roonney, Larry Leker, James Fujii, Kirk Hanson, Kevin Lima, Rebecca Rees, David S. Smith, Chris Sanders, Brian Pimental y Patrick A. Ventura | John Musker y Ron Clements    |
| El retorno de Jafar                  | 20 de mayo de 1994                     | Toby Shelton, Tad Stones y Alan Zaslove | Kevin Campbell, Mirith JS Colao, Bill Motz, Steve Roberts, Dev Ross, Bob Roth, Jan Strnad y Brian Swenlin | Duane Capizzi, Douglas Langdale, Mark McCorkle, Robert Schooley y Tad Stones | Tad Stones y Alan Zaslove     |
| Aladdin and the King of Thieves      | 13 de agosto de 1996                   | Tad Stones                              | Mark McCorkle y Robert Schooley                                                                           | Mark McCorkle y Robert Schooley | Tad Stones y Jeannine Roussel |
| Películas live-action                |                                        |                                         | | |                               |
| Aladdín                              | 24 de mayo de 2019                     | Guy Ritchie                             | John August y Guy Ritchie                                                                                 | John August y Guy Ritchie | Dan Lin y Jonathan Eirich     |
| Secuela de Aladdin sin título        | Por confirmar                          | Por confirmar                           | Por confirmar                                                                                             | Por confirmar | Dan Lin                       |
| Spin-off                             |                                        |                                         | | |                               |
| Spin-off de Prince Anders sin título | Por confirmar                          | Por confirmar                           | Por confirmar                                                                                             | Por confirmar | Por confirmar                 |

### Películas animadas

#### Aladdín(1992)
Aladdin se estrenó en 1992. El largometraje animado número 31 de Disney fue dirigido por John Musker y Ron Clements, y está basado en el cuento popular árabe de Aladino de Las mil y una noches. La trama sigue al pilluelo callejero Aladino mientras intenta ganarse el afecto de la princesa Jasmine después de adquirir una lámpara mágica.

#### El retorno de Jafar(1994)
Aladdin fue seguido por la primera secuela directa a video de Disney, El retorno de Jafar en 1994. La trama se centró principalmente en Jafar que busca vengarse de Aladdin. Sin embargo, esta vez, con Iago del lado de Aladdin, Abis Mal se convierte en el nuevo secuaz de Jafar. Ahora, Aladdin y compañía. debe encontrar una manera de frustrar a Jafar, con su poder de genio ilimitado.

#### Aladdin and the King of Thieves(1996)
En 1996, se lanzó en video la segunda secuela de Aladíno, Aladdin and the King of Thieves . La historia concluye cuando Aladdin y Jasmine están a punto de casarse y Aladdin descubre que su padre todavía está vivo, pero es el líder de los Cuarenta Ladrones.

#### More Than a Peacock Princess(2007)
En 2005, el guionista Robert Reece, quien coescribió Cinderella III: A Twist in Time y The Little Mermaid: Ariel's Beginning, presentó una cuarta película de Aladdin a los ejecutivos de DisneyToon Studios, aunque nunca llegó a buen término. En 2007, DisneyToon Studios produjo Disney Princess Enchanted Tales: Follow Your Dreams, una película cruzada con Sleeping Beauty. La segunda mitad de la película, More Than a Peacock Princess, sigue a la princesa Jasmine, en algún momento después de los eventos de Aladdin y el rey de los ladrones .a medida que se cansa y se aburre de sus deberes habituales de princesa, y al solicitar más responsabilidades a su padre, se le asigna el papel de asistente de educación real.

### Películas de imagen real

#### Aladdín(2019)
El 10 de octubre de 2016, Deadline informó que Disney estaba desarrollando una película de acción en vivo de Aladíno, con John August escribiendo el guion y Dan Lin y Jonathan Eirich produciendo. El sitio también informó que Guy Ritchie estaba en conversaciones para dirigir la película. La filmación comenzó en julio de 2017 y continuó hasta enero de 2018. El 15 de julio, en la D23 Expo, se anunció que Naomi Scott y Will Smith interpretarían a la Princesa Jasmine y al Genio, respectivamente, junto con el recién llegado. Mena Massoud interpretando a Aladino. La película se estrenó el 24 de mayo de 2019.

#### Secuela deAladdínsin título (TBA)
El 12 de agosto de 2019, el productor Dan Lin anunció su entusiasmo por una secuela y reveló que Disney se encuentra en las primeras etapas del desarrollo de una secuela. El estudio también espera traer de vuelta a Guy Ritchie para dirigir y a Will Smith para repetir su papel como El Genio mientras también cuenta una historia que es "fresca y nueva". El 12 de febrero de 2020, se anunció que Ritchie regresará como director con Lin y Jonathan Eirich como productores. Además, Ryan Halprin se unió a la película como productor ejecutivo.

#### Spin-off de Prince Anders sin título (TBA)
El 6 de diciembre de 2019, The Hollywood Reporter informó que Disney estaba en las primeras etapas del desarrollo de un spin-off de Aladdín para Disney+ centrado en el Príncipe Anders, tentativamente titulado Príncipe Anders, con Jordan Dunn y Michael Kvamme escribiendo el guion y Billy Magnussen repitiendo su papel.

#### Genies(cancelada)
El 15 de julio de 2015, se informó que se estaba desarrollando una precuela de acción en vivo de Aladdin (2019) bajo el título Genies. Según los informes, la nueva película se centraría en los genios y su reino y revelará cómo el genio terminó en la lámpara. La película estaba siendo escrita por Damian Shannon y Mark Swift. Tripp Vinson se desempeñaría como productor a través de Vinson Films. En 2021, se anunció que el proyecto fue desechado.

## Televisión

### Aladdín(1994-1995)
Poco después de El retorno de Jafar, se produjo una serie animada. Los episodios se centraron en las aventuras de Aladdin después de los eventos de la segunda película.

### Descendants(2015-)
Descendientes es una serie de películas de acción en vivo basada en la vida de los hijos de varios héroes y villanos de Disney cuando asisten a la misma escuela preparatoria. Jafar aparece en la primera película al igual que su hijo, Jay, quien también aparece en sus dos secuelas. En la serie de aniamción Descendants: Wicked World aparece Jordan, hija del Genio. Aladdín y Jasmín, en su época adolescente, aparecerán en la película spin-off Descendants: The Rise of Red; también el hijo de estos, Aziz, es uno de los personajes en la serie de novelas La Isla de los Perdidos.

### Otras apariciones
Los personajes de Aladdín aparecen en el episodio "Hercules y las Noches de Arabia" de la serie Hércules.
También aparecieron como invitados en la serie de televisión House of Mouse y trabajos relacionados con esas series: Jafar era el líder de los villanos en Mickey's House of Villains.

## Agrabah
Agrabah es un sultanato ficticio que sirve como escenario para la franquicia de Aladdín. Inicialmente, Aladdin estaba destinado a estar ambientado en la ciudad iraquí de Bagdad, pero después de que sucedió la Guerra del Golfo, se eligió el nombre Agrabah como un anagrama aproximado del nombre de la ciudad de Bagdad. [22]

## Reparto y personajes
| Personaje                | Películas animadas | Películas animadas  | Películas animadas              | Series de televisión | Series de televisión | Series de televisión | Videojuegos                          | Películas live-action |
| Personaje                | Aladdín            | The Return of Jafar | Aladdin and the King of Thieves | Aladdin              | Aladdin              | Aladdin              | Disney's Aladdin in Nasira's Revenge | Aladdín               |
| Personaje                | Aladdín            | The Return of Jafar | Aladdin and the King of Thieves | Temp. 1              | Temp. 2              | Temp. 3              | Disney's Aladdin in Nasira's Revenge | Aladdín               |
| ------------------------ | ------------------ | ------------------- | ------------------------------- | -------------------- | -------------------- | -------------------- | ------------------------------------ | --------------------- |
| Aladino                  | Scott Weinger      | Scott Weinger       | Scott Weinger                   | Scott Weinger        | Scott Weinger        | Scott Weinger        | Scott Weinger                        | Mena Massoud          |
| Aladino                  | Brad KaneS         | Brad KaneS          | Brad KaneS                      | Scott Weinger        | Scott Weinger        | Scott Weinger        | Brad KaneS                           | Mena Massoud          |
| Genie/Vendedor ambulante | Robin Williams     | Dan Castellaneta    | Robin Williams                  | Dan Castellaneta     | Dan Castellaneta     | Dan Castellaneta     | Dan Castellaneta                     | Will Smith            |
| Genie/Vendedor ambulante | Bruce AdlerS       |                     |                                 | Dan Castellaneta     | Dan Castellaneta     | Dan Castellaneta     | Dan Castellaneta                     | Will Smith            |
| Princesa Jasmín          | Linda Larkin       | Linda Larkin        | Linda Larkin                    | Linda Larkin         | Linda Larkin         | Linda Larkin         | Linda Larkin                         | Naomi Scott           |
| Princesa Jasmín          | Lea SalongaS       | Liz CallawayS       | Liz CallawayS                   | Linda Larkin         | Linda Larkin         | Linda Larkin         | Lea SalongaS                         | Naomi Scott           |
| Jafar                    | Jonathan Freeman   | Jonathan Freeman    | Cameo silencioso                |                      |                      |                      | Jonathan Freeman                     | Marwan Kenzari        |
| Abu                      | Frank Welker       | Frank Welker        | Frank Welker                    | Frank Welker         | Frank Welker         | Frank Welker         | Frank Welker                         | Frank Welker          |
| Iago                     | Gilbert Gottfried  | Gilbert Gottfried   | Gilbert Gottfried               | Gilbert Gottfried    | Gilbert Gottfried    | Gilbert Gottfried    | Gilbert Gottfried                    | Alan Tudyk            |
| El Sultán                | Douglas Seale      | Val Bettin          | Val Bettin                      | Val Bettin           | Val Bettin           | Val Bettin           | Val Bettin                           | Navid Negahban        |
| Rajah                    | Frank Welker       | Frank Welker        | Frank Welker                    | Frank Welker         | Frank Welker         | Frank Welker         | Cameo silencioso                     | Frank Welker          |
| Razoul                   | Jim Cummings       | Jim Cummings        | Jim Cummings                    | Jim Cummings         | Jim Cummings         | Jim Cummings         | Jim Cummings                         | Robby HaynesU         |
| Cueva de las Maravillas  | Frank Welker       | Cameo silencioso    |                                 |                      |                      |                      | Frank Welker                         | Frank Welker          |
| Omar                     | Charlie Adler      | Dan Castellaneta    |                                 |                      |                      |                      |                                      |                       |
| Farouk                   | Jim Cummings       |                     |                                 |                      | Jim Cummings         |                      |                                      | Amir Boutrous         |
| Príncipe Achmed          | Corey Burton       |                     |                                 |                      |                      |                      |                                      | Billy Magnussen       |
| Abis Mal                 |                    | Jason Alexander     |                                 | Jason Alexander      | Jason Alexander      | Jason Alexander      |                                      |                       |
| Hakim                    |                    | Frank Welker        | Corey Burton                    |                      | Frank Welker         |                      |                                      | Numan Acar            |
| Cassim                   |                    |                     | John Rhys-Davies                |                      |                      |                      |                                      |                       |
| Cassim                   | Merwin FoardS      |                     |                                 |                      |                      |                      |                                      |                       |
| Sa'luk                   |                    |                     | Jerry Orbach                    |                      |                      |                      |                                      |                       |
| The Oracle               |                    |                     | CCH Pounder                     |                      |                      |                      |                                      |                       |
| Merc                     |                    |                     | Cameo silencioso                | Dorian Harewood      | Dorian Harewood      |                      |                                      |                       |
| Príncipe Uncouthma       |                    |                     | Cameo silencioso                |                      | Tino Insana          |                      |                                      |                       |
| Sadira                   |                    |                     | Cameo silencioso                |                      | Kellie Martin        |                      |                                      |                       |
| Phasir                   |                    |                     |                                 | Ed Gilbert           | Ed Gilbert           | Ed Gilbert           |                                      |                       |
| Amin Damoola             |                    |                     |                                 | Jeff Bennett         | Jeff Bennett         |                      |                                      |                       |
| Mozenrath                |                    |                     |                                 |                      | Jonathan Brandis     | Jonathan Brandis     |                                      |                       |
| Mozenrath                | Jeff Bennett       |                     |                                 |                      |                      | Jonathan Brandis     |                                      |                       |
| Mirage                   |                    |                     |                                 |                      | Bebe Neuwirth        | Bebe Neuwirth        |                                      |                       |
| Eden                     |                    |                     |                                 |                      | Valery Pappas        | Valery Pappas        |                                      |                       |
| Mukhtar                  |                    |                     |                                 |                      | John Kassir          | John Kassir          |                                      |                       |
| Haroud Hazi Bin          |                    |                     |                                 |                      | James Avery          |                      |                                      |                       |
| Nasira                   |                    |                     |                                 |                      |                      |                      | Jodi Benson                          |                       |
| Dalia                    |                    |                     |                                 |                      |                      |                      |                                      | Nasim Pedrad          |

### Equipo
| Equipo           | Película                                           | Película | Película | Película                            |
| Equipo           | Aladdin                                            | The Return of Jafar | Aladdin and the King of Thieves                                                                                            | Aladdin                             |
| Equipo           | 1992                                               | 1994 | 1996 | 2019                                |
| ---------------- | -------------------------------------------------- | --- | --- | ----------------------------------- |
| Compositor(es)   | Alan Menken                                        | Mark Watters | Carl Johnson Mark Watters                                                                                                  | Alan Menken                         |
| Editor(es)       | Mark A. Hester H. Lee Peterson                     | Robert S. Birchard Elen Orson | Elen Orson | James Herbert                       |
| Productora(s)    | Walt Disney Pictures Walt Disney Feature Animation | Walt Disney Studios Home Entertainment Walt Disney Television Animation Walt Disney Animation Australia Walt Disney Animation Japan Disneytoon Studios | Walt Disney Studios Home Entertainment Walt Disney Television Animation Walt Disney Animation Australia Disneytoon Studios | Walt Disney Pictures Rideback       |
| Distribuidora(s) | Buena Vista Pictures                               | Walt Disney Home Video | Walt Disney Home Video | Walt Disney Studios Motion Pictures |

## Recepción

### Rendimiento de taquilla
| Película | Fecha de lanzamiento    | Taquilla     | Taquilla          | Taquilla       | Presupuesto  | Ref.   |
| Película | Fecha de lanzamiento    | Norteamérica | Otros territorios | Mundial        | Presupuesto  | Ref.   |
| -------- | ----------------------- | ------------ | ----------------- | -------------- | ------------ | ------ |
| Aladdín  | 25 de noviembre de 1992 | $217,350,219 | $287,700,000      | $504,050,219   | $28,000,000  | [ 22 ] |
| Aladdín  | 24 de mayo de 2019      | $355,559,216 | $695,134,737      | $1,050,693,953 | $183,000,000 | [ 23 ] |
| Total    | Total                   | $572,905,435 | $982,834,737      | $1,554,744,172 | $211,000,000 |        |

### Rendimiento de los medios domésticos
| Película                        | Lanzamiento de vídeo | Ventas en Estados Unidos | Ventas en Estados Unidos | Ventas en Estados Unidos | Ventas en Estados Unidos | Ingresos en Estados Unidos (est.) |
| Película                        | Lanzamiento de vídeo | VHS                      | DVD                      | Blu-ray                  | Todos los formatos       | Ingresos en Estados Unidos (est.) |
| ------------------------------- | -------------------- | ------------------------ | ------------------------ | ------------------------ | ------------------------ | --------------------------------- |
| Aladdín                         | 1 de octubre de 1993 | 30,000,000               | 2.820.000                | 1.807.236                | 34.627.236               | $747,891,827                      |
| El retorno de Jafar             | 20 de mayo de 1994   | 15,000,000               | Desconocido              | Desconocido              | 15,000,000+              | $344,850,000                      |
| Aladdin and the King of Thieves | 13 de agosto de 1996 | 10,300,000               | Desconocido              | Desconocido              | 10,300,000+              | $257,397,000                      |
| Total                           | Total                | 55,300,000               | 2,820,000+               | 1,807,236+               | 59,927,236+              | $1,350,138,827                    |

| Película | Comunicado de prensa doméstico | Ingresos netos | Ref.   |
| -------- | ------------------------------ | -------------- | ------ |
| Aladdín  | 27 de agosto de 2019           | $345,000,000   | [ 33 ] |

### Respuesta crítica y de la audiencia
| Película                        | Año  | Críticos          | Críticos        | Audiencia   | Audiencia |
| Película                        | Año  | Rotten Tomatoes   | Metacritic      | CinemaScore | PostTrak  |
| ------------------------------- | ---- | ----------------- | --------------- | ----------- | --------- |
| Aladdín                         | 1992 | 94% (74 reseñas)  | 86 (25 reseñas) | A+          | N/A       |
| El retorno de Jafar             | 1994 | 33% (12 reseñas)  | N/A             | N/A         | N/A       |
| Aladdin and the King of Thieves | 1996 | 33% (12 reseñas)  | N/A             | N/A         | N/A       |
| Aladdín                         | 2019 | 57% (369 reseñas) | 53 (50 reseñas) | A           | 90%       |

## Videojuegos
Junto con el lanzamiento de la película, se lanzaron tres videojuegos diferentes basados en Aladdin. Disney's Aladdin, una coproducción internacional entre Virgin Games y Walt Disney Feature Animation para Genesis, se estrenó a fines de 1993 y luego se transfirió a Nintendo Entertainment System, PC, Game Boy y Game Boy Color. Ese mismo año, Capcom lanzó un juego Super NES, también llamado Disney's Aladdin, que fue portado a Game Boy Advance en 2002. En 1994, SIMS lanzó otro juego llamado Disney's Aladdin para Game Gear y Master System. Estos videojuegos basados en la película original de Aladdin ganaron $200 000 000 (equivalente a $360 000 000 en 2020) en ingresos por ventas.
La serie de televisión inspiró otro juego de Argonaut Games, titulado Aladdin: Nasira's Revenge y lanzado en 2000 para PlayStation y PC. Además, en 2004 Vivendi Universal lanzó Disney's Aladdin Chess Adventures , un juego de computadora de ajedrez con la licencia de Aladdin.
La serie Kingdom Hearts presenta un mundo jugable de Aladdin conocido como Agrabah. En Kingdom Hearts y Kingdom Hearts: Chain of Memories, la trama está vagamente relacionada con la trama de la película original. En Kingdom Hearts II, es una mezcla de Aladdin y The Return of Jafar. Genie también es una convocatoria recurrente en la serie.
Aladdin, Jasmine y Genie aparecieron en el juego controlado por movimiento de 2011, Kinect: Disneyland Adventures, como personajes de encuentro y saludo. También se hizo referencia a Aladdin a lo largo de la serie Disney Infinity a través de discos de poder y juguetes en el juego, y Aladdin y Jasmine se agregaron a la serie como personajes jugables en el segundo juego de la serie, Disney Infinity 2.0.

### Disney's Aladdinde Virgin Games
Disney's Aladdin fue desarrollado para Mega Drive por el estudio de Virgin Games USA de Virgin Interactive y publicado por Sega en 1993. Esto se debió al hecho de que Sega había obtenido una licencia para publicar videojuegos basados en la película de Disney y establecido un acuerdo de colaboración con los estudios de animación de Disney, que fue el primero en la industria de los videojuegos, por lo que Sega of America encargó al equipo de desarrollo de Virgin Games USA las funciones de programación debido a sus exitosos esfuerzos anteriores con McDonald's Global Gladiators y 7 Up's Cool Spot. El juego se ha destacado por su uso de animación tradicional, que fue producido por animadores de Disney bajo la supervisión del personal de animación de Virgin, incluido el productor de animación Andy Luckey, el director técnico Paul Schmiedeke y el director de animación Mike Dietz, utilizando un proceso interno "Digicel" para comprimir los datos en el cartucho. El juego también contó con arreglos y composiciones originales compuestas por Donald S. Griffin.

### Disney's Aladdinde Capcom
Disney's Aladdin (en japonés: アラジン, romanizado: Arajin) fue desarrollado para Super NES y publicado por Capcom por separado de la versión de Virgin, ya que Capcom todavía tenía los derechos de licencia de Disney para las consolas de Nintendo en el momento del estreno de la película. Aunque el juego sigue siendo un juego de plataformas de desplazamiento lateral, es significativamente diferente tanto en la presentación como en el juego. De manera similar, siguiendo la historia de la película, los jugadores controlan a Aladdin mientras salta sobre los enemigos, salta de tocones y realiza varias proezas acrobáticas para superar los niveles. A lo largo del nivel, Aladdin puede recolectar manzanas para arrojarlas a los enemigos y escarabajos dorados que desbloquean etapas de bonificación. A lo largo de cada nivel hay varios diamantes (recolectando todos dentro de un nivel y desbloqueando etapas de bonificación), y los jugadores pueden desbloquear un desafío adicional si recolectan 70 diamantes rojos. Más tarde, el juego fue portado a Game Boy Advance con etapas adicionales, aunque todas las canciones basadas directamente en la película original fueron reemplazadas por música nueva, posiblemente por razones de derechos de autor. También fue portado extraoficialmente a NES en 1995 por Hummer Team.

### Disney's Aladdinde SIMS
Disney's Aladdin fue desarrollado por SIMS y publicado por Sega, y lanzado en 1994 para Game Gear en todo el mundo y para Master System en Europa. Sega pasó a producir este juego porque ya tenían los derechos de licencia de propiedad intelectual necesarios para publicar el juego Virgin Interactive en Mega Drive/Genesis. El juego también es significativamente diferente en la jugabilidad en comparación con su contraparte de Mega Drive. Hay tres tipos principales de nivel, niveles de persecución en los que Aladdin debe dejar atrás a los enemigos mientras esquiva obstáculos, niveles de exploración en los que Aladdin debe sortear trampas con cuidado y resolver acertijos, similar a Prince of Persia y niveles de alfombra en los que Aladdin monta su alfombra voladora. También, a diferencia de sus contrapartes de 16 bits, sigue bastante de cerca la trama de la película, incluso incluye escenas cortadas que contienen escenas de diálogo completas de la película.

### Aladdin the Series: Tower of Gold Adventure
Aladdin the Series: Tower of Gold Adventure es un juego electrónico portátil desarrollado y publicado por Tiger Electronics en 1994 en los Estados Unidos. Está basada en la serie de televisión del mismo nombre.

### Disney's Aladdin Activity Center
Disney's Aladdin Activity Center es parte de la serie Disney's Activity Center.

### Disney's Aladdin Print Studio
Disney's Aladdin Print Studio es parte de la serie Disney's Print Studio.

### Disney's Aladdin in Nasira's Revenge
Disney's Aladdin in Nasira's Revenge es el videojuego de la franquicia de Aladdin que fue desarrollado para PlayStation y PC por Argonaut Games y distribuido por Disney Interactive en 2001. El juego se desarrolla después de los eventos de The Return of Jafar, durante la serie de televisión y antes de Aladdin and the King of Thieves. La legendaria ciudad de Agrabah vuelve a estar en problemas: la malvada hechicera Nasira (Jodi Benson) busca vengar la muerte de su hermano, el nefasto hechicero Jafar (Jonathan Freeman). Ella comienza su complot vengativo tomando el palacio con un hechizo y secuestrando a la Princesa Jasmine (Linda Larkin) y al Sultán; luego le ordena al capitán de la guardia, Razoul (Jim Cummings), que le traiga a Aladdin (Scott Weinger). La traicionera Nasira cree que si recolecta un conjunto de reliquias antiguas que se encuentran esparcidas por todo Agrabah, podría revivir a Jafar y dominar el mundo, por lo que usa a sus cautivos para obligar a Aladdin a hacer este trabajo por ella.

### Disney's Aladdin Pinball
Disney's Aladdin Pinball es un videojuego desarrollado para Windows por Disney Interactive y publicado por Disney Online. Fue lanzado el 11 de julio de 2005. El juego consta de tres mesas de pinball separadas que se pueden recorrer en un solo juego. Incluyen The Market Place, The Cave of Wonders y Royal Palace.

### Recepción de la crítica
| Juego                                | Plataforma       | Desarrollador  | Año  | GameRankings | Metacritic |
| ------------------------------------ | ---------------- | -------------- | ---- | ------------ | ---------- |
| Disney's Aladdin                     | Mega Drive       | Virgin Games   | 1993 | 88%          | N/A        |
| Disney's Aladdin                     | Super Nintendo   | Capcom         | 1993 | 78%          | N/A        |
| Disney's Aladdin in Nasira's Revenge | PlayStation      | Argonaut Games | 2001 | 65%          | 61/100     |
| Disney's Aladdin                     | Game Boy Advance | Capcom         | 2004 | 65%          | 59/100     |

## Adaptaciones

### Teatro musical
En noviembre de 2010 , Alan Menken confirmó que se está trabajando en una adaptación teatral musical del espectáculo con un libro escrito por Chad Beguelin. El espectáculo se estrenó en el 5th Avenue Theatre del 7 al 31 de julio de 2011. Jonathan Freeman, quien expresó a Jafar en la película, interpretó el papel en la adaptación teatral. Adam Jacobs y Courtney Reed interpretaron a Aladdin y Jasmine. Los actores adicionales incluyeron a Seán G. Griffin como el sultán; Don Darryl Rivera como Iago; y Andrew Keenan-Bolger, interpretando a Omar, Babkak y Kassim, un trío de personajes originalmente concebidos por los creadores de la película pero que no se usaron., Brian Gonzales y Brandon O'Neill. El espectáculo también fue dirigido y coreografiado por Casey Nicholaw. Otra producción del musical se representó en el Muny Theatre de St. Louis del 5 al 13 de julio de 2012. El musical se estrenó en Broadway el 26 de febrero de 2014 (en avances) y se inauguró oficialmente en marzo. 20, 2014 en el New Amsterdam Theatre, tomando el lugar de Mary Poppins. El musical tuvo una prueba previa a Broadway en el Ed Mirvish Theatre de Toronto que duró del 13 de noviembre de 2013 al 12 de enero de 2014. Casey Nicholaw dirigió y coreografió, con Chad Beguelin escribiendo el libro y las letras adicionales, Bob Crowley como diseñador de escena y diseño de vestuario de Gregg Barnes. Aladdin, el musical, también se inauguró en el Dentsu Shiki Theatre Umi de Tokio en mayo de 2015. Tuvo su estreno europeo en diciembre de 2015 en el Stage Theatre Neue Flora de Hamburgo. Se inauguró en Sydney y el West End de Londres en 2016.
Además, se ha creado una adaptación teatral de la película para los estudiantes más jóvenes, conocida como Disney's Aladdin Jr. Actualmente, Music Theatre International tiene la licencia y los derechos de interpretación. MTI otorga licencias tanto para una versión "Kids" (que utiliza la duplicación para fomentar un sentimiento de conjunto entre los niños pequeños) como para una versión "Dual Language" (que toma la versión Junior y agrega un elemento de la mitad de los personajes hablando sólo en español). Una grabación del programa se lanzará en Disney+ en 2022.

### Novelas
En 2015, Disney Press lanzó una serie de novelas para adultos jóvenes que vuelve a contar las películas de Disney pero con ciertos elementos cambiados. La primera novela de la serie es A Whole New World: A Twisted Tale , escrita por Liz Braswell, una fantasía oscura que vuelve a contar la película pero con Jafar ganando el control del genio antes que Aladdin.

## Atracciones
- The Magic Carpets of Aladdin, un paseo similar a Dumbo the Flying Elephant (Magic Kingdom en Walt Disney World Resort; y Walt Disney Studios Park en Disneyland Resort Paris).[75][76][77]
- Arabian Coast
- Le Passage Enchanté d'Aladdin
- Adventureland Bazaar

La película también inspiró una presentación de Disney On Ice, así como el espectáculo Disney's Aladdin: A Musical Spectacular en Disney California Adventure Park.

### Meet and greets
Aladdin, Jasmine, Genie and the Sultan, y ocasionalmente Jafar, aparecen como personajes reconocibles en Disney Parks and Resorts. Por lo general, todos tienen su sede en Adventureland.